# Xã Owen, Quận Clark, Indiana
Xã Owen (tiếng Anh: Owen Township) là một xã thuộc quận Clark, tiểu bang Indiana, Hoa Kỳ. Năm 2010, dân số của xã này là 958 người.